# 寺坂信昭
寺坂 信昭（てらさか のぶあき、1953年4月9日 - ）は、日本の通産官僚・経産官僚。
資源エネルギー庁電力・ガス事業部長、経済産業省大臣官房審議官（経済産業政策局担当）、原子力安全・保安院次長、経済産業省商務流通審議官、原子力安全・保安院院長（第5代）などを歴任。

## 来歴

### 生い立ち
1953年に生まれた。愛媛県立宇和島東高校を卒業し、東京大学に進学。経済学部にて経済学を学ぶ。1976年、東京大学を卒業。

### 通商産業省
1976年、通商産業省に入省した。同期には岡田克也、岡田秀一（経済産業審議官）がいる。大阪通商産業局総務部総務課長や、近畿通商産業局総務企画部総務課長を務めるなど、通商産業省の地方支分部局にて課長職を務めた。その後、産業政策局商政課取引信用室長を経て、大臣官房にて参事官（労務担当）となる。
また、通商産業省の外局では、資源エネルギー庁の公益事業部ガス事業課長、石炭・新エネルギー部計画課長、さらに中小企業庁の計画部金融課長をそれぞれ務めた。そのあと、通商産業省の産業政策局総務課長を務めた。

### 経済産業省
2001年の中央省庁再編にともない、通商産業省は廃止され、新たに経済産業省が設置された。経済産業省では、経済産業政策局経済産業政策課長を務めた。さらに、経済産業省の大臣官房にて、官房三課長の一つとされる会計課長を務めた。
それから再び資源エネルギー庁に移り、電力・ガス事業部付と同部の電力事業政策企画室長を兼務したあと、電力・ガス事業部長に就任した。さらに、経済産業省の大臣官房審議官（経済産業政策局担当）を経て、資源エネルギー庁の特別の機関である原子力安全・保安院次長に就任した。その後、経済産業省商務流通審議官として、三越と伊勢丹の経営統合など百貨店業界の諸課題を所管した。2009年、薦田康久の後任として、原子力安全・保安院長に就任した。

### 原子力安全・保安院
2010年5月、衆議院経済産業委員会の質疑応答の際、日本共産党の吉井英勝より自然災害時における原発事故発生の可能性を指摘されたが、「実質的には起こり得ない」との認識を示した。
2011年3月11日、東北地方太平洋沖地震に伴い発生した福島第一原子力発電所事故では、原子力安全・保安院の職員を率いて対応に当たっている。また、内閣総理大臣の菅直人により内閣府原子力安全委員会委員長の班目春樹や内閣府原子力委員会委員長の近藤駿介とともに緊急招集され、菅から3機関が連携を強化し事態に対処するよう指示された。
2011年5月3日、事故後初めて福島市の福島県災害対策本部を訪れ、佐藤雄平福島県知事に謝罪したが、佐藤知事に「（原発は安全とする）保安院の説明に見事に裏切られた。事故後54日目になってから来たのも理解できない」と指摘された。また、面会後の記者会見で福島県民に対して謝罪した。
2011年8月12日、経済産業省の人心一新により、原子力安全・保安院院長を早期勧奨退職。
2011年8月30日、読売新聞の単独取材に応じ福島第一原子力発電所事故の対応のまずさを次のように述べ反省している。『保安院および首相官邸と東京電力が情報を十分に評価・共有できなかった。あと追いの形でしか人員を配置できなかった。初期対応では保安院も人員が不足し、さらに一部の通信機器がダウンした。地震と津波による複合災害に必要な準備が不足していた。原発1号機のベントが成功し、その後の爆発を想定していなかった。原因がしばらく判らず官邸への連絡が遅れた。3月15日の統合本部設置についても、情報は東京電力に有り、もっと早くから保安院職員を派遣して情報収集するべきだった。』

## 略歴
- 1953年4月 - 誕生
- 1976年3月 - 東京大学経済学部卒業
- 1976年4月 - 通商産業省入省（大臣官房調査統計部管理課）[10]
- 1978年6月 - 産業政策局産業構造課
- 1980年4月 - 生活産業局紙業課
- 1981年10月 - 貿易局輸出課　課長補佐
- 1984年4月 - 外務省在フィリピン日本国大使館　一等書記官
- 1987年6月 - 産業政策局調査課　課長補佐
- 1988年2月 - 大臣官房調査統計部管理課　課長補佐
- 1989年1月 - 大阪通商産業局総務部総務課長
- 1989年7月 - 近畿通商産業局総務企画部総務課長
- 1991年2月 - 通商産業省産業政策局商政課取引信用室長
- 1993年6月 - 通商産業省大臣官房参事官（労務担当）
- 1994年7月 - 資源エネルギー庁公益事業部ガス事業課長
- 1996年6月 - 中小企業庁計画部金融課長
- 1998年6月 - 資源エネルギー庁石炭・新エネルギー部計画課長
- 2000年6月 - 通商産業省産業政策局総務課長
- 2001年1月 - 経済産業省経済産業政策局経済産業政策課長
- 2002年3月 - 経済産業省大臣官房会計課長
- 2003年4月 - 資源エネルギー庁電力・ガス事業部付・電力事業政策企画室長
- 2003年6月 - 資源エネルギー庁電力・ガス事業部長
- 2004年6月 - 経済産業省大臣官房審議官（経済産業政策局担当）
- 2005年9月 - 原子力安全・保安院次長
- 2007年7月 - 経済産業省商務流通審議官
- 2009年7月 - 原子力安全・保安院長
- 2011年8月 - 退官
- 2015年6月 - 冠婚葬祭総合研究所社長
  - 同月 - 王子ホールディングス取締役
- 2017年8月 - 互助会保証社長 [11]
- 2020年7月 - 互助会保証社長退任
- 2020年8月 - カケンテストセンター理事長

## 同期
- 岡田克也（衆議院議員、民主党代表、幹事長、副総理、外務大臣）
- 高橋はるみ（北海道知事、参議院議員)
- 伊藤隆一（新エネルギー・産業技術総合開発機構理事、新エネルギー財団副会長）
- 岡田秀一（経済産業審議官）
- 伊沢正（駐ウクライナ大使）
- 細野哲弘（資源エネルギー庁長官）
- 長谷川榮一（13年内閣総理大臣補佐官・08年中小企業庁長官）
- 加藤文彦（13年駐ウズベキスタン大使）